# ليونيل نونيز
ليونيل نونيز (بالإسبانية: Leonel Núñez)‏ (13 أكتوبر 1984 في الأرجنتين - ) هو لاعب كرة قدم أرجنتيني في مركز الهجوم. لعب مع أرجنتينوس جونيورز وأوفي كريت وإنديبندينتي وبورصا سبور ونادي أولمبياكوس ونادي جوهر دار التعظيم وموشك رونا ‏.

## وصلات خارجية
- ليونيل نونيز على موقع اتحاد تركيا (لاعب) (الإنجليزية)
- ليونيل نونيز على موقع قاعدة بيانات كرة القدم.إي يو (الإنجليزية)
- ليونيل نونيز على موقع Soccerway.com (الإنجليزية)
- ليونيل نونيز على موقع عالم كرة القدم.نت (الإنجليزية)